# Disceratus
Disceratus is een geslacht van rechtvleugeligen uit de familie sabelsprinkhanen (Tettigoniidae). De wetenschappelijke naam van dit geslacht is voor het eerst geldig gepubliceerd in 1869 door Scudder.

## Soorten
Het geslacht Disceratus omvat de volgende soorten:
- Disceratus festae Giglio-Tos, 1898
- Disceratus immanis Hebard, 1924
- Disceratus karschi Brunner von Wattenwyl, 1895
- Disceratus nubiger Scudder, 1869